# Yugo-Unión Deportiva Socuéllamos Club de Fútbol
El Yugo-Unión Deportiva Socuéllamos Club de Fútbol es un equipo de fútbol español del municipio de Socuéllamos (Ciudad Real). Fue fundado en diciembre de 1960con el mismo nombre de un antiguo club de efímera existencia fundado en 1924. Actualmente juega en Tercera Federación.

## Campo de fútbol
El equipo juega como local en el Estadio Paquito Giménez, inaugurado en 1941. Tiene una capacidad para 3.000 espectadores.

## Actualidad
El Socuéllamos jugó la temporada 2017-18 en Tercera División, entró a la eliminatoria de ascenso, en los cuartos de final se enfrentó al Real Jaén, empatando a un gol en Jaén y ganando por dos goles a cero de local. En las semifinales, se enfrentó al Cacereño, ganando 1-0 en Socuéllamos y goleando 0-4 en Cáceres. En la final, perdió contra el Unionistas de Salamanca.
Actualmente se encuentran disputando la Tercera Federación. 

## Datos del club

### Temporadas
| Temporada | Nivel | División       | Puesto | Copa del Rey |
| --------- | ----- | -------------- | ------ | ------------ |
| 1961/62   | 4     | Regional       | —      |              |
| 1962/63   | 4     | Regional       | —      |              |
| 1963/64   | 3     | 3.ª            | 6.º    |              |
| 1964/65   | 3     | 3.ª            | 6.º    |              |
| 1965/66   | 3     | 3.ª            | 12.º   |              |
| 1966/67   | 3     | 3.ª            | 5.º    |              |
| 1967/68   | 3     | 3.ª            | 12.º   |              |
| 1968–90   | 5     | Regional       | —      |              |
| 1990/91   | 4     | 3.ª            | 4.º    |              |
| 1991/92   | 4     | 3.ª            | 12.º   |              |
| 1992/93   | 4     | 3.ª            | 8.º    |              |
| 1993/94   | 4     | 3.ª            | 20.º   |              |
| 1994/95   | 5     | Regional       | —      |              |
| 1995/96   | 5     | Regional       | —      |              |
| 1996/97   | 4     | 3.ª            | 9.º    |              |
| 1997/98   | 4     | 3.ª            | 17.º   |              |
| 1998/99   | 4     | 3.ª            | 11.º   |              |
| 1999/00   | 4     | 3.ª            | 6.º    |              |
| 2000/01   | 4     | 3.ª            | 19.º   |              |
| 2001/02   | 5     | 1.ª Preferente | 1.º    |              |
| 2002/03   | 4     | 3.ª            | 12.º   |              |

| Temporada | Nivel | División       | Puesto | Copa del Rey |
| --------- | ----- | -------------- | ------ | ------------ |
| 2003/04   | 4     | 3.ª            | 10.º   |              |
| 2004/05   | 4     | 3.ª            | 17.º   |              |
| 2005/06   | 4     | 3.ª            | 8.º    |              |
| 2006/07   | 4     | 3.ª            | 17.º   |              |
| 2007/08   | 4     | 3.ª            | 16.º   |              |
| 2008/09   | 4     | 3.ª            | 5.º    |              |
| 2009/10   | 4     | 3.ª            | 16.º   |              |
| 2010/11   | 4     | 3.ª            | 11.º   |              |
| 2011/12   | 4     | 3.ª            | 16.º   |              |
| 2012/13   | 5     | 1.ª Preferente | 1.º    |              |
| 2013/14   | 4     | 3.ª            | 2.º    |              |
| 2014/15   | 3     | 2.ºB           | 8.º    |              |
| 2015/16   | 3     | 2.ºB           | 3.º    |              |
| 2016/17   | 3     | 2.ºB           | 18.º   |              |
| 2017/18   | 4     | 3.ª            | 3.º    |              |
| 2018/19   | 4     | 3.ª            | 1.º    |              |
| 2019/20   | 4     | 3.ª            | 1.º    |              |
| 2020/21   | 3     | 2.ª B          | 9.º    |              |
| 2021/22   | 4     | 2.ª RFEF       | 12.º   |              |

- Temporadas en Segunda División B: 5.
- Temporadas en Tercera División: 27.
- Mejor puesto en la liga: 3.º (Segunda División B, temporada 2015/16).

### Trofeos amistosos
- Trofeo Ciudad de Tomelloso (1): 2012.
- Trofeo Villa de La Roda (1): 2019.[5]
- Trofeo Feria y Fiestas de Socuéllamos (1): 2022.[6]